# Michigan AuSable Valley Railroad
| Michigan AuSable Valley Railroad | Michigan AuSable Valley Railroad |
| -------------------------------- | -------------------------------- |
| Michigan AuSable Valley Railroad |                                  |
| Streckenlänge:                   | 1,6 km                           |
| Spurweite:                       | 406 mm                           |
|                                  |                                  |

Die Michigan AuSable Valley Railroad war eine Parkeisenbahn im Maßstab 1:4 mit 406 mm (16 Zoll) Spurweite in Fairview, Michigan. Die Strecke verlief durch den Huron National Forest und das Comins Creek Valley. Die Bahn war von 1994 bis 2021 in Betrieb bevor sie aufgrund von COVID-19 und notwendigen Unterhaltsarbeiten an Infrastruktur, Brücken und Gleisbett endgültig geschlossen wurde.

## Geschichte

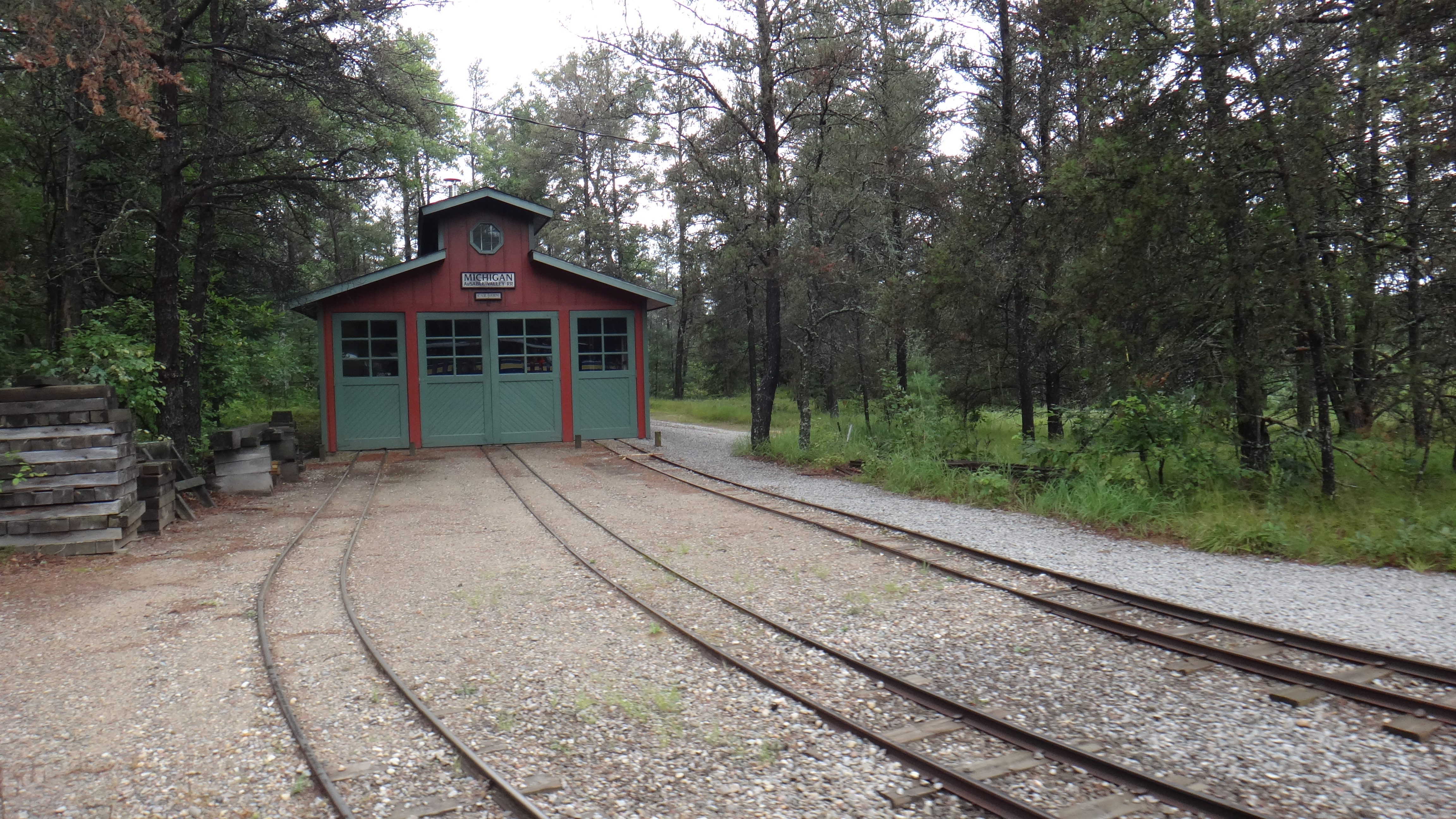
Lokschuppen

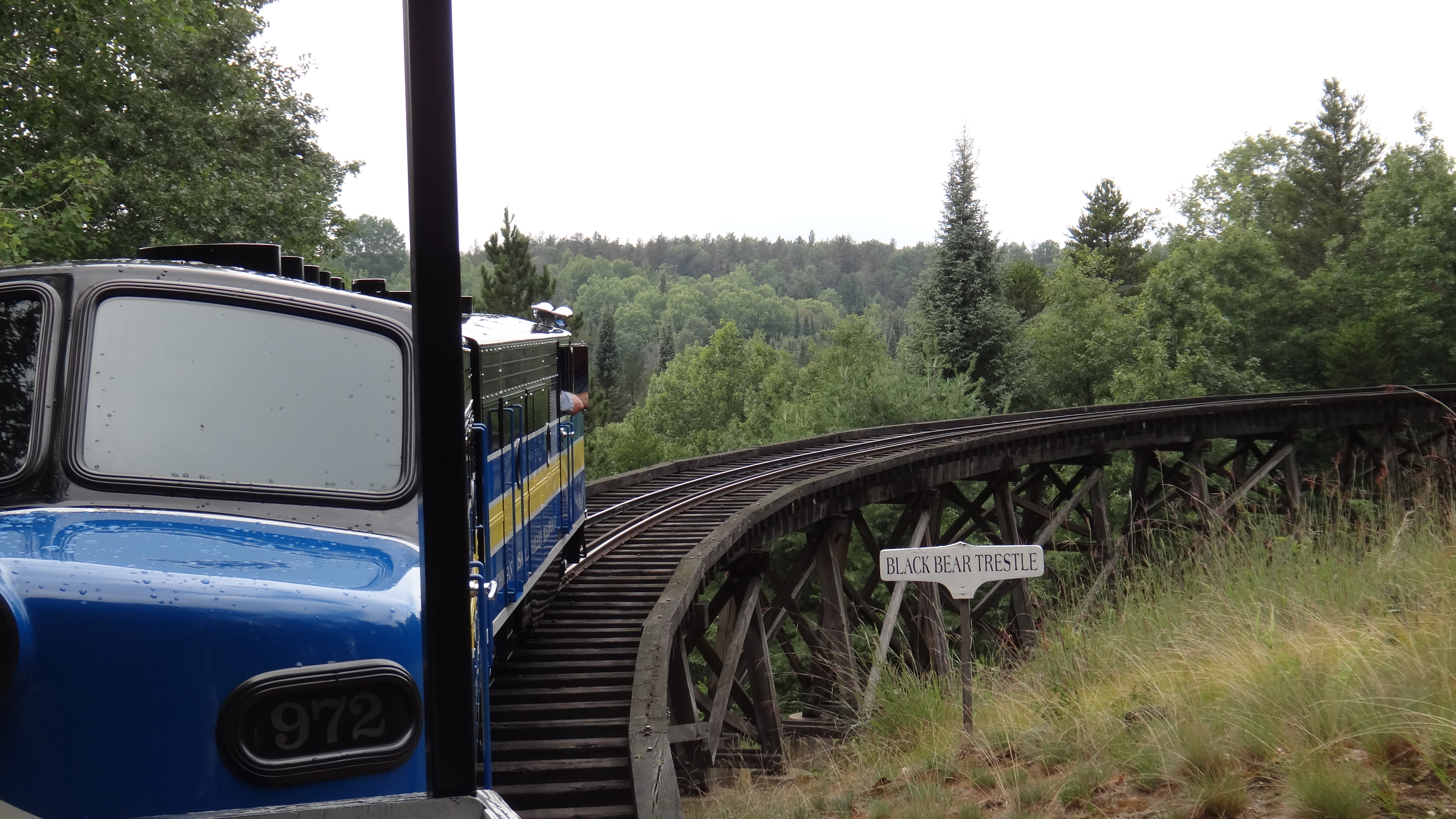
Black Bear Trestle

Die Familie Schrader begann 1994 mit dem Bau des Bahnhofes und des 22 m langen Lokschuppens. 1995 wurden sieben Personenwagen, die ursprünglich auf der Pinconning and Blind River Railroad im Einsatz waren, restauriert. Vom 15. April bis 2. Dezember 1996 wurden zudem zwei bis zu 67 m lange hölzerne Trestle-Brücken errichtet sowie ein 35 m langer, mit Holz ausgekleideter Tunnel gebaut.

## Lokomotiven

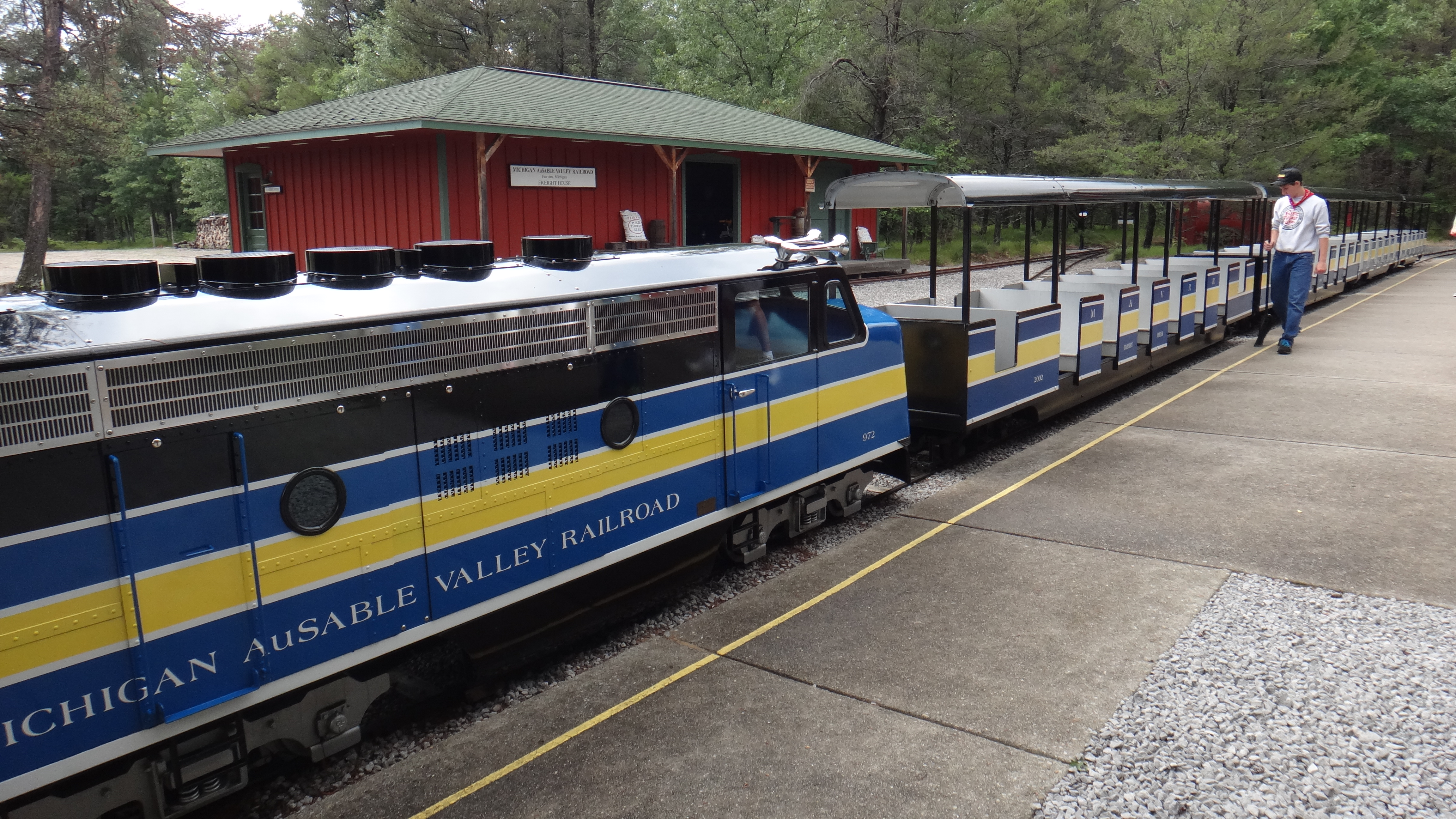
Zug, links der als A-Unit getarnte Slug

Die Diesellokomotiven und ein als A-Unit getarnter Slug wurden von den Custom Locomotive Works in Chicago gebaut. Die ölgefeuerte Hudson Dampflok Nr. 5661 wurde 1961 gebaut und ursprünglich auf der Pinconning and Blind River Railroad eingesetzt. Sie fährt gelegentlich an Sonn- und Feiertagen.

## Fahrplan
Vom Memorial-Day-Wochenende bis zum Labor-Day-Wochenende verkehren Züge an Samstagen, Sonntagen und Feiertagen von 10:00 bis 17:00 Uhr. Im Herbst 2015 gab es an den ersten zwei Wochenenden im Oktober eine Herbstfärbungstour. Die Fahrkarten kosten 6,00 $ für Erwachsene und Kinder über zwei Jahren.